# Derris trifoliata
Derris trifoliata es una especie de árbol del género Derris originario de África, Asia y Australia.

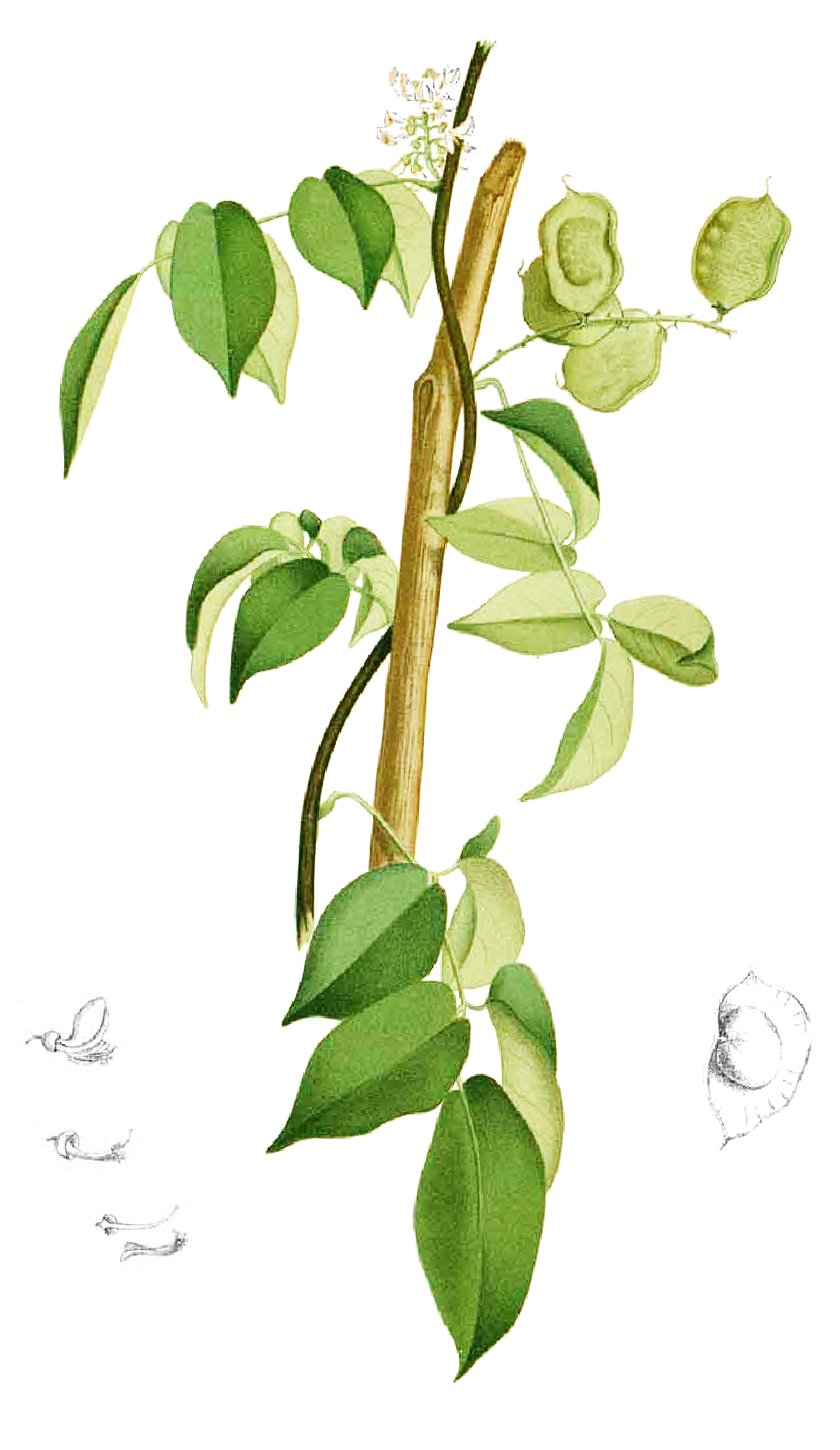
Ilustración

## Descripción
Son lianas, glabras. Hojas (3 o) 5 (o 7)-folioladas; raquis de 7-15 cm, incluyendo el pecíolo de 5-9 cm; láminas de las hojuelas ovadas-oblongas, de 5-10 x 2-4 cm, con firmeza parecida al papel de subcoriáceas, bases redondeadas o ligeramente cordadas, acuminadas obtuso el ápice. Pseudo racimos axilares, de 5-10 cm; raquis con 2 o 3 (-6) flores fasciculadas. Pedicelo de 2-4 mm. Flores ca. 1,2 cm. Cáliz acampanado, de 2 mm, glabro o subglabro; dientes muy cortos, obtusos. Corola de color blanquecino a rosado, de 1 cm. Leguminosas oblicuamente ovoides, globosas, u oblonga, 2.5-4 × 2-3 cm, comprimidas, glabro. Semillas 1 o 2 por leguminosa. Fl. abril-agosto, fr. agosto-diciembre. Tiene un número de cromosomas de 2 n = 22.

## Distribución y hábitat
Se encuentra en las áreas costeras a lo largo de las playas o riberas de los ríos, matorrales, bosques, por debajo de 1000 m de altitud en Fujian, Guangdong, Guangxi, Hainan, Taiwán, Camboya, India, Indonesia, Japón, Malasia, Papúa Nueva Guinea, Sri Lanka, Tailandia, Vietnam, África oriental, Australia, las islas del Pacífico.

## Propiedades
El rotenoide 6aα,12aα-12a-hydroxyelliptone se puede encontrar en los tallos de D. trifoliata.
Las larvas de Hasora hurama se alimentan de D. trifoliata.

## Taxonomía
Derris trifoliata fue descrita por João de Loureiro y publicado en Flora Cochinchinensis 2: 433. 1790.
Sinonimia
- Dalbergia heterophylla Willd.
- Deguelia trifoliata (Lour.) Taub.
- Deguelia uliginosa (Willd.) Baill.
- Deguelia uliginosa var. loureiri Benth.
- Derris affinis Benth.
- Derris floribunda Prain
- Derris forsteniana Miq.
- Derris heterophylla (Willd.) K.Heyne
- Derris heteropylla (Willd.) Backer
- Derris uliginosa (Willd.) Benth.
- Galedupa uliginosa (Willd.) Roxb.
- Pongamia madagascariensis Baker
- Pongamia madagascariensis Bojer ex Oliver
- Pongamia uliginosa (Willd.) DC.
- Pterocarpus frutescens Blanco
- Pterocarpus uliginosus Roxb.
- Robinia uliginosa Willd.[4]